# Rozwód po albańsku
Rozwód po albańsku (bułg. Развод по албански) – bułgarski film dokumentalny w reżyserii Adeli Peewej z 2007 r.
Historia trzech rodzin, które założyli Albańczycy ożenieni z cudzoziemkami, w okresie rządów Envera Hodży. Wśród tych kobiet jest Polka, Barbara Orgocka i dwie Rosjanki: Wala Hodża i Elena Çami. W 1961 r., kiedy doszło do zerwania stosunków dyplomatycznych Albanii z ZSRR, w życiu rodzin zaczął się najbardziej dramatyczny okres. Albańczycy zostali zmuszeni przez władze do rozwodu z cudzoziemkami, które oskarżano o szpiegostwo. Niektóre z kobiet wraz z dziećmi opuściły Albanię. Te, które zostały, podzieliły los swoich mężów, trafiając do więzień i obozów pracy. Barbara Orgocka została skazana na 25 lat więzienia, Wala Hodża na 15 lat, a Elena Cami na 7 lat. Jeden z Albańczyków przedstawionych przez Peewą został skazany na karę śmierci, którą zamieniono mu na 25 lat więzienia.

## Nagrody i wyróżnienia
- Nominacja Europejskiej Akademii Filmowej dla najlepszego filmu dokumentalnego w 2007 r.
- Nagroda na Festiwalu Prix-Europe w 2008 r.
- Nagroda Human Rights Award na Festiwalu Filmowym w Sarajewie w 2008 r.
- Wyróżnienie na Festiwalu Sztuki Apollonia w Sozopolu.
- Nagroda na Międzynarodowym Festiwalu Filmów Dokumentalnych Astra w Rumunii.
- Nagroda na Międzynarodowym Festiwalu Filmów Dokumentalnych w Amsterdamie.